# اوکوونوو
اوکوونوو (به چکی: Okounov) یک منطقهٔ مسکونی در جمهوری چک است که در ناحیه خوموتوو واقع شده‌است. اوکوونوو ۸٫۲۴ کیلومتر مربع مساحت و ۳۱۳ نفر جمعیت دارد و ۳۹۵ متر بالاتر از سطح دریا واقع شده‌است.